# Ardakan (Alborz)
Ardakan (pers. اردكان) – wieś w Iranie, w ostanie Alborz. W 2006 roku miejscowość liczyła 251 mieszkańców w 66 rodzinach.